# Rich Text Format
A Rich Text Format (kiterjesztése: .rtf) egy dokumentum-fájlformátum, amelyben a dokumentum formázott szöveget, formátum-információkat, képeket, fontokat és más objektumokat tartalmazhat.
Az RTF formátumot a Microsoft alakította ki és fejleszti 1987 óta; kifejezetten a platformfüggetlen (cross-platform) dokumentumcsere céljaira, ezért a specifikációja nyilvános és majdnem minden jelentős platform dokumentumszerkesztő vagy -olvasó programjai képesek ezt a formátumot kezelni (olvasni ill. írni).

## Használata
Ezt a fájlformátumot akkor szokták használni, amikor egy bizonyos szövegszerkesztőben (pl. Microsoft Office Word) megírunk egy dokumentumot, de egy másik szoftverben szeretnénk átszerkeszteni (pl. Word Pad).

### Lehetőségek
Ez a fájlformátum csak kevés formázási lehetőséget támogat. A .txt-nél jelentősen többet, de a lehetőségek elég szerények a Microsoft Word .doc illetve a .docx-hez képest.
Az alábbi formázásokat támogatja a Rich Text:
- Stílus: Félkövér, Dőlt, Aláhúzott, Körvonalas
- Betűtípus; Betűméret; Betűszín
- Igazítás: Jobbra, Középre, Balra; Behúzás
- Felsorolás
- Tabulátorok